# Passarela do Lignon
A Passarela do Lignon é uma passarela suspensa para  peões/pedestres, sobre o rio Ródano no cantão de Genebra na Suíça.
A  passarela liga a comuna suíça de Bernex na margem esquerda, com a cidade do  Lignon na comuna de Vernier.

## Etimologia
O nome desta passarela Lignon evoca a cultura do linho (em francês:  lin) que era trabalhado nesta localidade até fins do século XIX .

## Características
Passarela suspensa, serve também para fazer passar pelo exterior um oleoduto de produtos refinados .